# Sabine Mainberger
Sabine Mainberger (* 15. Juni 1960 in Oberkirch) ist eine deutsche Komparatistin und lehrt an der Rheinischen Friedrich-Wilhelms-Universität Bonn.

## Leben
Mainberger studierte an der Freien Universität Berlin Philosophie und Literaturwissenschaft. Von 1987 bis 1989 nahm sie ein Lektorat in Italien wahr und war von 1989 bis 1994 wissenschaftliche Mitarbeiterin an der Universität Kassel. In Kassel erfolgte die Promotion 1993. Mainberger wurde im Jahr 2000 an der Freien Universität habilitiert und war dort am Peter-Szondi-Institut unter anderem im Rahmen von Lehrstuhlvertretungen und Gastprofessuren tätig.
Im Jahr 2010 wurde sie zur Professorin für Vergleichende Literaturwissenschaft an der Rheinischen Friedrich-Wilhelms-Universität Bonn ernannt.
Mainbergers Forschungsschwerpunkte liegen in der Schriftgeschichte und im Verhältnis von visuellen Künsten und Literatur.

## Veröffentlichungen
- Experiment Linie. Künste und ihre Wissenschaften um 1900, Berlin: Kulturverlag Kadmos 2010.
- Die Kunst des Aufzählens. Elemente zu einer Poetik des Enumerativen, Berlin / New York: de Gruyter 2003.
- Schriftskepsis. Von Philosophen, Mönchen, Buchhaltern, Kalligraphen, München: Fink 1995.